# Notre-Dame des Vernettes

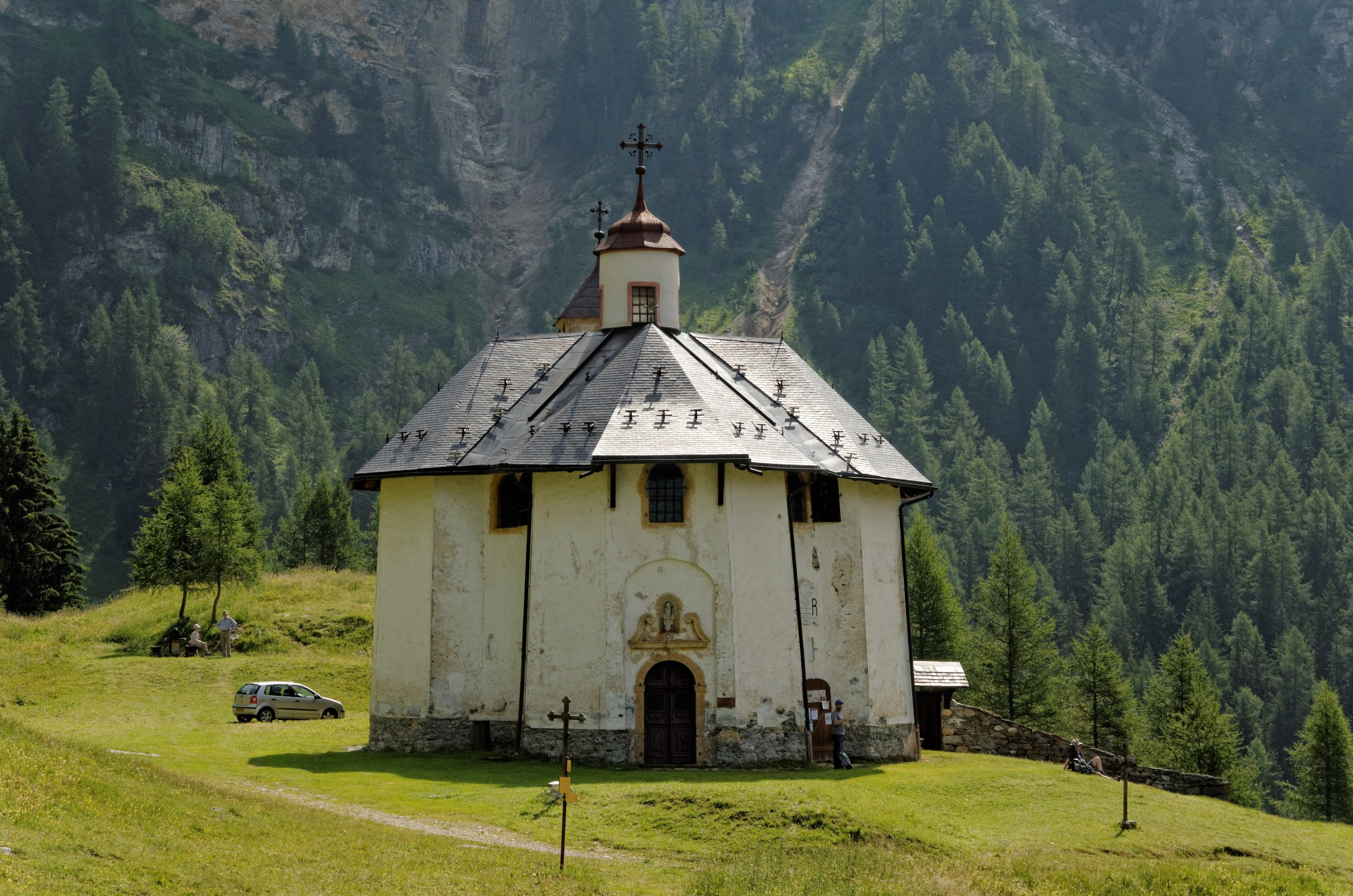
Notre-Dame des Vernettes

Die römisch-katholische Kapelle Notre-Dame des Vernettes ist eine Wallfahrtskirche im Ortsteil Nancroix der Gemeinde Peisey-Nancroix im Département Savoie. Die Kirche, in der wöchentlich Gottesdienst stattfindet, gehört zur Pfarrgemeinde Paroisse St Maurice en Haute Tarentaise im Bistum Tarentaise im Erzbistum Chambéry. Die Kirche zählt zu den zahlreichen Schmuckstücken des Barock in der historischen Provinz Tarentaise. Sie ist seit dem Jahr 1983 als Monument historique anerkannt.

## Geschichte

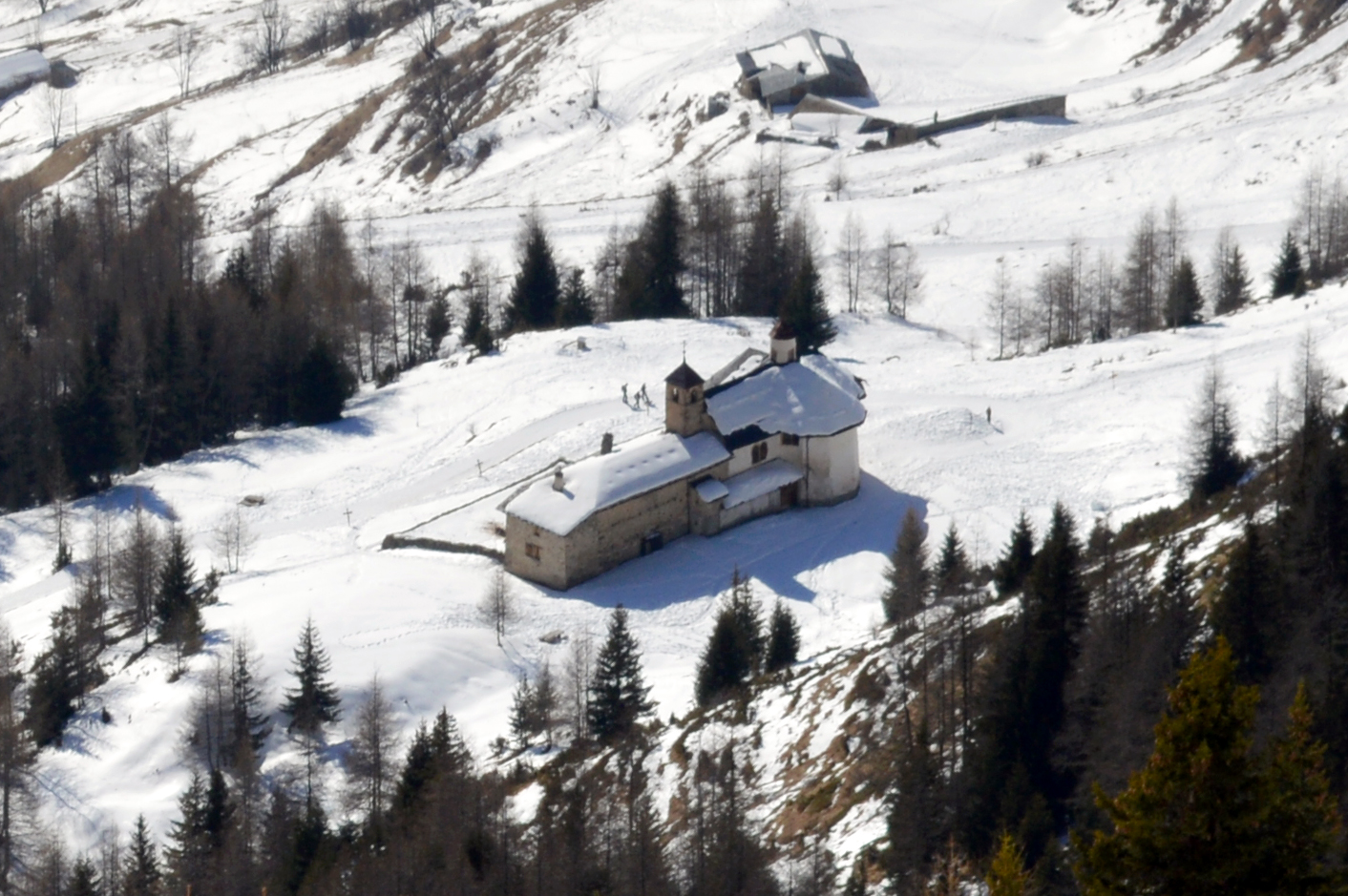
Die Kirche von der Aiguille Rousse aus gesehen.

Eine oberhalb von Nancroix in 1800 Meter Höhe gelegene Quelle galt schon seit langem als wundertätig, als 1702 von einem Geheilten zum Dank ein Kapellchen gebaut wurde, das Notre-Dame de Pitié (deutsch: Unsere Liebe Frau vom Mitleid, auch: Pietà, Vesperbild, Mater Dolorosa oder Schmerzensmutter) gewidmet war. Das kleine Gebäude wurde 1761 durch einen Neubau ersetzt, der heute noch steht und einen Barockaltar mit Pietà und weiteren Figuren enthält.
Für den anwachsenden Strom von Wallfahrern wurde 1721 eine von Peisey getrennte Pfarrei gegründet und von 1722 bis 1727 in 300 Meter Entfernung vom Kapellchen die heutige Kirche errichtet, 1745 eingesegnet und bis 1782 dekoriert und renoviert. 1767 kam der heutige Anbau hinzu und 1777 der Glockenturm.

## Baubeschreibung
Nach dem Vorbild der Kirche Notre-Dame de la Vie in Saint-Martin-de-Belleville hat die Kirche als Grundriss ein Griechisches Kreuz. Von den vier Nischen des achteckigen Rundbaus dient eine als Eingang, die restlichen drei sind mit Altären gefüllt. Die zentrale Kuppel mündet in eine Laterne mit Fenstern. Die Kirche steht in malerischer Landschaft mit Blick auf den Berg Sommet de Bellecôte (3400 Meter) und den markanten Gipfel Aliet (3109 Meter).

## Ausstattung

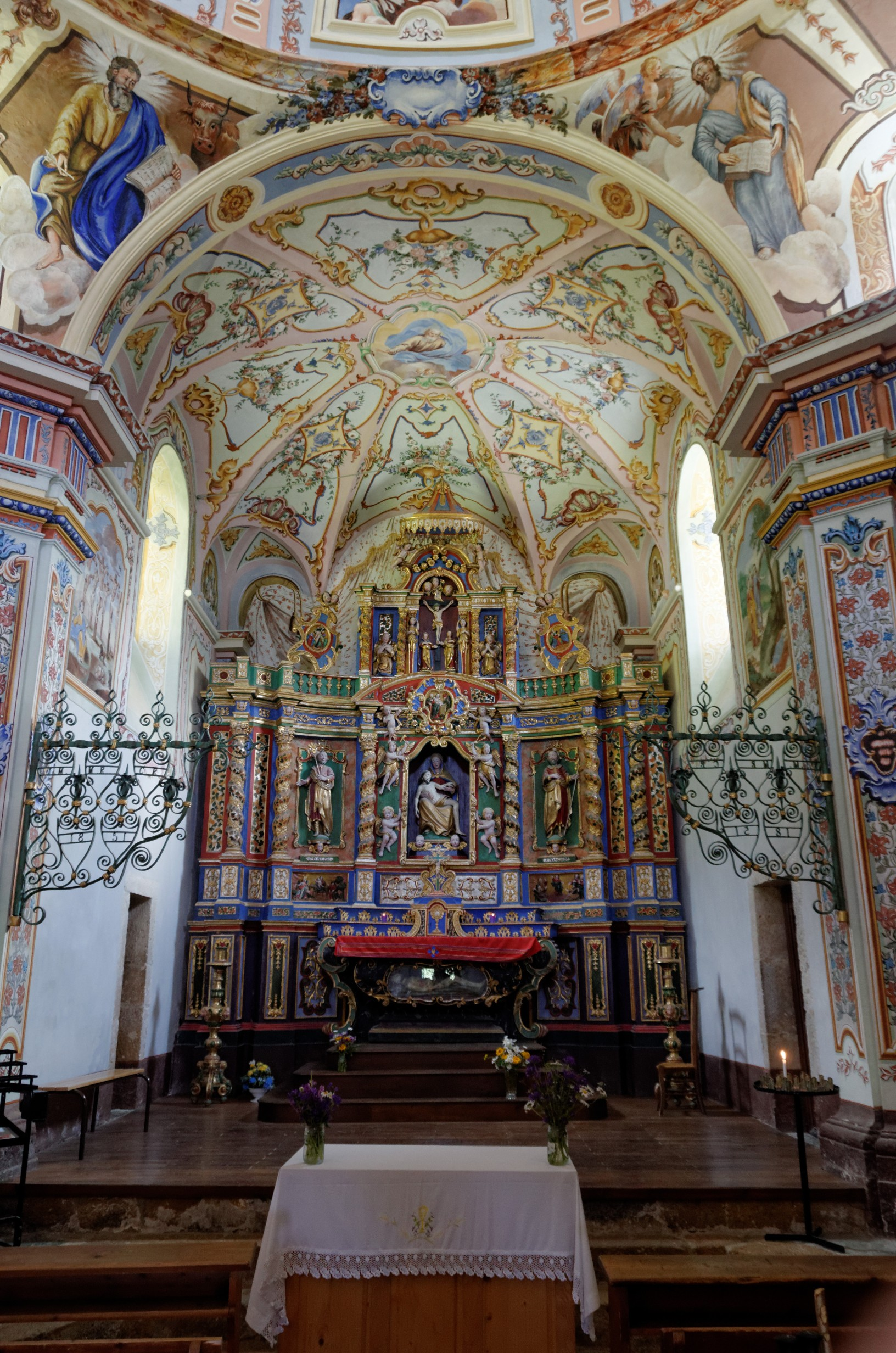
Notre-Dame des Vernettes

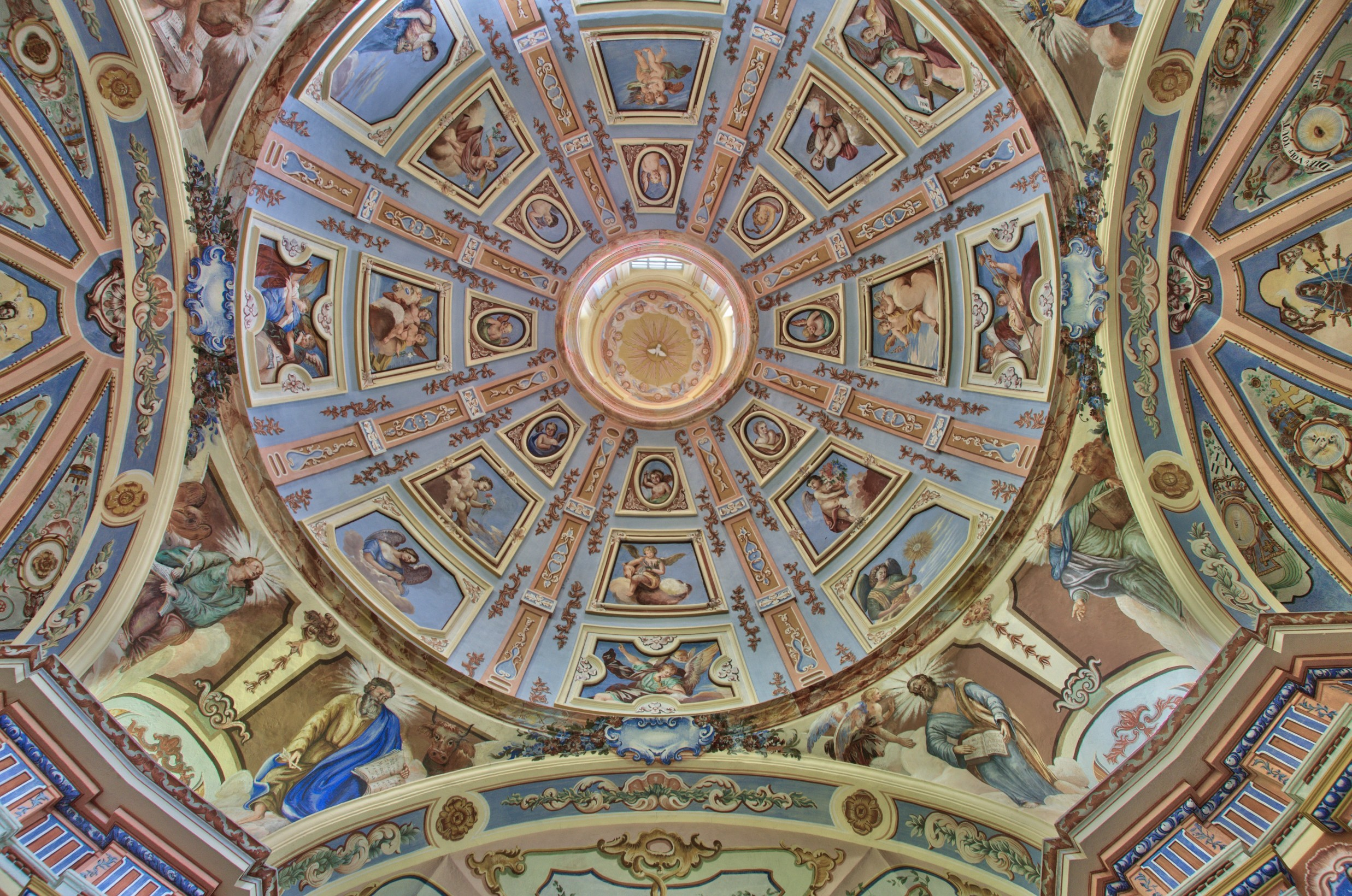
Notre-Dame des Vernettes

Im Zentrum des 1738–1742 von Joseph-Marie Martel geschaffenen Hauptaltars befindet sich die Pietà mit einem Christus, dessen Gesichtsausdruck Seelenruhe ausstrahlt, während seine Mutter den Blick voll Mitleid nach innen richtet (also weder auf ihren Sohn noch auf den Betrachter schaut). Die Nebenaltäre sind Nikolaus von Myra (1754) und  Johannes dem Täufer (1758) gewidmet. Die Kirche (einschließlich Kuppel und Laterne) ist vollständig ausgemalt, unter anderem mit den vier Evangelisten und den Kirchenlehrern Gregor der Große, Ambrosius, Augustinus und Hieronymus. Wie in der Dreifaltigkeitskirche von Peisey waren Künstler aus der Region der Sacri Monti (Valsesia, Orta San Giulio, Varallo) am Werk, in die frühere Bewohner von Peisey ausgewandert waren.